# 岡山師範学校
| 岡山師範学校 | 岡山師範学校 |
| ------------ | ------------ |
| 創立         | 1943年       |
| 所在地       | 岡山県岡山市 |
| 初代校長     | 横田純太     |
| 廃止         | 1951年       |
| 後身校       | 岡山大学     |
| 同窓会       |              |

岡山師範学校 （おかやましはんがっこう） は第二次世界大戦中の1943年 （昭和18年） に、岡山県に設置された師範学校である。
本項は、岡山県師範学校・岡山県女子師範学校などの前身諸校を含めて記述する。

## 概要
- 岡山県師範学校・岡山県女子師範学校の統合・官立移管により設置され、男子部・女子部を置いた。
- 1874年 （明治7年） 創立の温知学校を起源とする （岡山県立岡山朝日高等学校も参照）。
- 第二次世界大戦後の学制改革で新制岡山大学教育学部の母体となった。

## 沿革

### 県立期
温知学校
- 1874年（明治7年）6月 - 岡山県により岡山城西の丸跡（現・岡山市北区丸の内、岡山市民会館）に「温知学校」が開設される。 （岡山市民会館）。
- 1875年（明治8年）11月 - 西中山下の藩学校旧校舎 （現・岡山市北区蕃山町、岡山市立岡山中央中学校）に移転。

旧・岡山師範学校（県立）
- 1876年（明治9年）
  - 3月 - 「岡山師範学校」に改組・改称。
  - 4月 - 附属小学校を設置。
  - 8月 - 東中山下に附属女子師範学校を設置。
- 1877年（明治10年）2月 - 女子師範学校を閉鎖し、裁縫所に改組。
- 1878年（明治11年）3月 - 裁縫所を岡山師範学校附属女紅伝所に改組。
- 1879年（明治12年）2月 - 附属女紅伝所を附属女子手芸学校に改組。
- 1884年（明治17年）9月 - 附属幼稚園を開設。

岡山学校
- 1885年（明治18年）3月 - 岡山師範学校と岡山中学校[1]を統合し、「岡山学校」と改称。

岡山県尋常師範学校
- 1886年（明治19年）8月 - 中学科が分離し、岡山県尋常中学校[1]として独立。これに伴い、師範学校令により「岡山県尋常師範学校」（本科4年制） と改称。
- 1887年（明治20年）7月 - 附属女子手芸学校を師範女子部に改組。
- 1895年（明治28年）3月 - 師範女子部を廃止。

岡山県師範学校
- 1898年（明治31年）4月 - 師範教育令により「岡山県師範学校」と改称。
- 1902年（明治35年）4月 - 岡山市大供の岡山高等女学校[2]内に「岡山県女子師範学校」を開設。これにより、岡山県師範学校は男子校となる。
- 1910年（明治44年）9月 - 西中山下から岡山市門田 （現・岡山市中区東山2丁目） の新校舎に移転。
  - 旧西中山下校舎は1911年（明治45年）4月から女子師範学校の校舎となり、岡山県師範学校附属幼稚園が女子師範附属となる。
- 1924年（大正13年）5月 - 予備科・研究科を設置。
- 1925年（大正14年）4月 - 本科第一部が5年制となり、予備科を廃止。
- 1926年（大正15年）4月 - 研究科を専攻科と改称。
- 1931年（昭和6年）9月19日 - 校舎3棟と寄宿舎3棟を焼失。
- 1939年（昭和14年）- 傷痍軍人尋常小学校准教員養成講習科を設置[3]。（1947年（昭和22年）に廃止。）
- 1941年（昭和16年）4月1日 - 国民学校令により、附属小学校を附属国民学校と改称。

岡山県女子師範学校
- 1876年（明治9年）8月 - 東中山下に「岡山師範学校附属女子師範学校」を設置。
- 1877年（明治10年）2月 - 「裁縫所」に改組。
- 1878年（明治11年）3月 - 「岡山師範学校附属女紅伝所」に改組。
- 1879年（明治12年）2月 - 「岡山師範学校附属女子手芸学校」に改組。
- 1887年（明治20年）7月 - 「岡山県尋常師範学校師範女子部」に改組。
- 1895年（明治28年）3月 - 廃止される。
- 1902年（明治35年）4月 - 岡山市大供の岡山高等女学校[2]内に「岡山県女子師範学校」を開設される。
- 1904年（明治37年）4月 - 附属小学校を設置。
- 1911年（明治44年）4月 - 西中山下 （現・岡山市北区蕃山町、岡山市立岡山中央中学校） の岡山県師範学校旧校舎に移転。幼稚園が女子師範学校附属となる。
- 1925年（大正14年）4月 - 本科第一部が5年制となる。
- 1926年（大正15年）6月 - 専攻科を設置 （1年制。1931年（昭和6年）4月に募集を停止）。
- 1936年（昭和11年）3月 - 岡山県第二岡山高等女学校[1]を併設。校長は女子師範が兼務。
- 1941年（昭和16年）4月1日 - 国民学校令により、附属小学校を附属国民学校と改称。

### 官立（国立）期
岡山師範学校
- 1943年（昭和18年）
  - 4月1日 - 岡山県師範学校・岡山県女子師範学校の2校が統合の上、官立（国立）「岡山師範学校」が設置される。
    - 旧・岡山県師範学校校舎に「男子部」、旧・岡山県女子師範学校校舎に「女子部」を設置。（校舎による男女別学を継続）
    - 本科 （3年制。中等学校卒対象）・予科 （高等小学校卒対象） を設置。

  - 6月1日 - 男子部・女子部合同で開校記念式を挙行。
- 1945年（昭和20年）
  - 6月29日 - 岡山大空襲で男子部・女子部とも校舎の大半を焼失。
  - 7月 - 女子部、赤磐郡佐伯村（現・和気郡和気町）青年学校へ疎開。
  - 9月 - 男子部、焼け残りの鉄筋校舎で授業を再開。
- 1946年（昭和21年）
  - 2月 - 女子部、岡山市海岸通の倉敷絹織岡山工場に移転。
  - 10月 - 女子部、児島郡福田村 （現・倉敷市水島） の三菱地所三棟寮に仮移転。
- 1947年（昭和22年）4月1日 - 学制改革（六・三制の実施）
  - 旧・男子部附属国民学校の初等科を改組し、男子部附属小学校とする。旧女子部附属国民学校の児童のうち岡山市在住者も収容。
  - 旧・男子部附属国民学校の高等科を改組し、新制の附属中学校を設置。
  - 旧・女子部附属国民学校の初等科を改組し、女子部附属小学校とし、児島郡福田村立第四小学校（現・倉敷市立第四福田小学校[4]）に併設。
- 1948年（昭和23年）4月 - 女子部が福田村立第四小学校との併設を解消し、男子部校地に統合移転。
- 1949年（昭和24年）
  - 4月 - 女子部附属小学校が男子部附属小学校に統合される。
  - 5月31日 - 新制「岡山大学」の発足に伴い、岡山青年師範学校とともに教育学部の母体として包括され「岡山大学岡山師範学校」となる。
    - 師範学校としての生徒募集は停止となる。旧制時代に入学した生徒のために師範学校は存続される。
- 1951年（昭和26年）3月 - 旧制時代に入学した生徒の卒業とともに岡山師範学校が廃止される。附属幼稚園・小学校・中学校は岡山大学教育学部附属となる。

## 歴代校長
岡山県師範学校（前身諸校を含む）
- 設楽九皐:1875年11月 - 1876年3月[5]
- 加藤次郎:1876年3月 - 1877年8月
- 太田卓之:1877年8月 - 1880年12月
- 駒井重格:1881年9月 - 1882年12月
- （心得）多見久通:1882年12月 - 1883年1月
- 岡田純夫:1883年1月 - 1886年11月
- 小野楨一郎:1886年11月16日[6] - 1889年6月19日[7]
- 岡田純夫:1890年10月 - 1903年1月9日
- 星菊太:1903年5月1日 - 1904年12月6日
- 武井悌四郎:1904年12月6日 - 1906年12月6日
- 園田定太郎:1906年12月6日 - 1908年5月31日
- 土井亀之進:1908年5月31日 - 1913年5月31日
- 堀義太郎:1913年5月31日 -

岡山県女子師範学校
- 富津亀三郎:1902年5月10日 - 1903年2月16日
- （兼）星菊太:1903年5月1日 - 1904年5月27日
- 中島次郎吉:1904年5月27日 - 1917年2月12日
- 岩永五郎一:1917年2月12日 -
- 菅原信治: ? - 1939年10月[8]
- 黒金厚美:1939年10月 - 1943年3月

官立岡山師範学校
- 横田純太:1943年4月1日[9] - ?
- 岡野徳右ヱ門:1947年4月15日[10] - 1949年5月
- 坂元彦太郎:1949年5月 - 1951年3月
  - 新制岡山大学教育学部 初代学部長

## 校地の変遷と継承
岡山師範学校男子部
前身の岡山県師範学校から引き継いだ岡山市門田 （現・岡山市中区東山2丁目） の校地を使用したが、第二次世界大戦末期の1945年6月、空襲で鉄筋校舎1棟・寄宿舎1棟・食堂を残して全焼した。戦後は焼け残りの鉄筋校舎で授業を再開した。1947年6月には、水島にあった予科練の建物2棟を移設し、予科・附属中学校校舎とした。1948年には女子部が転入し、男子部・女子部校地が統合された。
後身の新制岡山大学教育学部は現在の津島キャンパスで発足したが、教員の研究室は門田 （旧師範学校校地）・倉敷 （旧青年師範学校校地） に残っていた。旧制課程の廃止された 1951年以降、徐々に津島に移転した。旧門田校地には、現在も岡山大学教育学部附属校 （岡山大学教育学部附属小学校・中学校、岡山大学教育学部附属幼稚園） が存在する。
岡山師範学校女子部
前身の岡山県女子師範学校から引き継いだ岡山市西中山下 （現・岡山市北区蕃山町、旧藩校跡） の校地を使用したが、1945年6月の空襲で全焼し、赤磐郡佐伯村 （現・和気郡和気町） 青年学校へ疎開した。1946年2月、岡山市海岸通の倉敷絹織 （現・クラレ） 岡山工場に移転した後、同年10月、児島郡福田村 （現・倉敷市水島） の三菱地所三棟寮に仮移転。1948年4月、岡山市門田の男子部校地に統合移転した。
旧西中山下の校地は、元併設校 （県立第二岡山高等女学校 → 新制岡山朝日高等学校） によって 1951年まで使用された。現在は岡山市立岡山中央中学校の校地となり、西南の一角に旧藩校の遺構が残されている。

## 著名な出身者
- 西山冨佐太（小学校長、衆議院議員）
- 福井三郎（衆議院議員）
- 浜慎二 （ホラー漫画家） 官立岡山師範学校男子部附属小学校卒業
- 二宮邦次郎（牧師、松山女学校初代校長）

## 関連文献
- 岡山大学創立50周年記念事業委員会・記念誌編纂専門委員会（編）　『岡山大学50年小史』　岡山大学、1999年3月、20頁-25頁。
- 岡山大学二十年史編さん委員会（編）　『岡山大学二十年史』　岡山大学、1969年11月、71頁-73頁・194頁-203頁。
- 山陽新聞社　『岡山県大百科事典 (上)』　山陽新聞社、1980年1月、459頁 「岡山師範学校」の項。
- 『官報』